# Davor Mladina
Davor Mladina (ur. 26 listopada 1959 w Splicie) – chorwacki trener piłkarski i piłkarz występujący na pozycji pomocnika. W swojej karierze prowadził wiele klubów, głównie chorwackich. Obecnie pełni rolę pierwszego trenera klubu Hrvatski Dragovoljac.